# Chaparral Cars
La Chaparral Cars è stata un'azienda automobilistica statunitense che ha prodotto prototipi da corsa dagli anni sessanta fino agli inizi degli anni ottanta. Prese il nome dal roadrunner, un veloce cuculo di terra conosciuto anche come chaparral bird.

## Storia
La compagnia venne fondata da Hap Sharp e da Jim Hall per realizzare in proprio le vetture da corsa con cui avrebbero gareggiato nel campionato SCCA, dopo aver utilizzato nei primi anni di carriera vetture di altri costruttori, come Austin Healey e Lotus, Maserati e Lister. Le risorse per questa impresa furono fornite da Hall, che in giovane età fu erede di una ricca famiglia di petrolieri e aveva costruito un circuito di collaudo privato, il Rattlesnake Raceway. Nel corso degli anni sessanta e settanta le singolari vetture da corsa Chaparral ottennero grande successo nelle gare disputate sia sui circuiti americani che su quelli europei. Nonostante la vittoria nella 500 Miglia di Indianapolis del 1980, la compagnia abbandonò il mondo delle corse due anni più tardi, nel 1982. Le vetture Chaparral hanno corso anche nel Campionato CanAm, nelle serie SCCA/CASC e nel gruppo 7 del campionato europeo organizzato dalla FIA.
La Chaparral è stata la prima casa ad utilizzare soluzioni aerodinamiche mai viste prima nei campionati per vetture a ruote coperte, come diffusori appositamente realizzati, o le strane linguette che si potevano osservare sui primi modelli delle Chaparral 2, o la sorprendente ala “flipper” che veniva comandata dal pilota, montata sulla Chaparral 2E, fino alla vettura più famosa fra quelle disegnate da Jim Hall, la 2J, soprannominata “l'aspirapolvere” per le sue ventole posteriori. La scelta, poi, sempre da parte di Jim Hall, di utilizzare cambi automatici o semi-automatici conferiva più libertà ai piloti per l'uso di dispositivi aerodinamici regolabili manualmente.
Lo sviluppo delle auto Chaparral è andato di pari passo con i cambiamenti che le auto da corsa hanno subito nel corso degli anni sessanta e settanta per ciò che riguardava l'aerodinamica e le gomme. L'esercizio e la pratica della sua professione avevano insegnato a Jim Hall ad affrontare i problemi in maniera analitica, e la messa in atto di alcuni cambiamenti fu possibile anche grazie alla sua collaborazione con ingegneri della Chevrolet e della Firestone

## Le auto

### Chaparral One
La Chaparral One è stata la prima auto col marchio Chaparral e fu progettata e realizzata da Dick Troutman e Tom Barnes, progettisti di auto da corsa, che in precedenza avevano realizzato le vetture Scarab per il ricco gentleman driver Lance Reventlow e che erano alla ricerca di finanziatori per proseguire la loro attività. Pertanto la Chaparral 1 fu sviluppata a partire dalla barchetta costruita per Reventlow nel 1957, conservandone il classico schema meccanico con motore anteriore, ma in un'ottica di riduzione dei pesi (le strutture sovradimensionate della Scarab ne facevano una vettura molto affidabile).

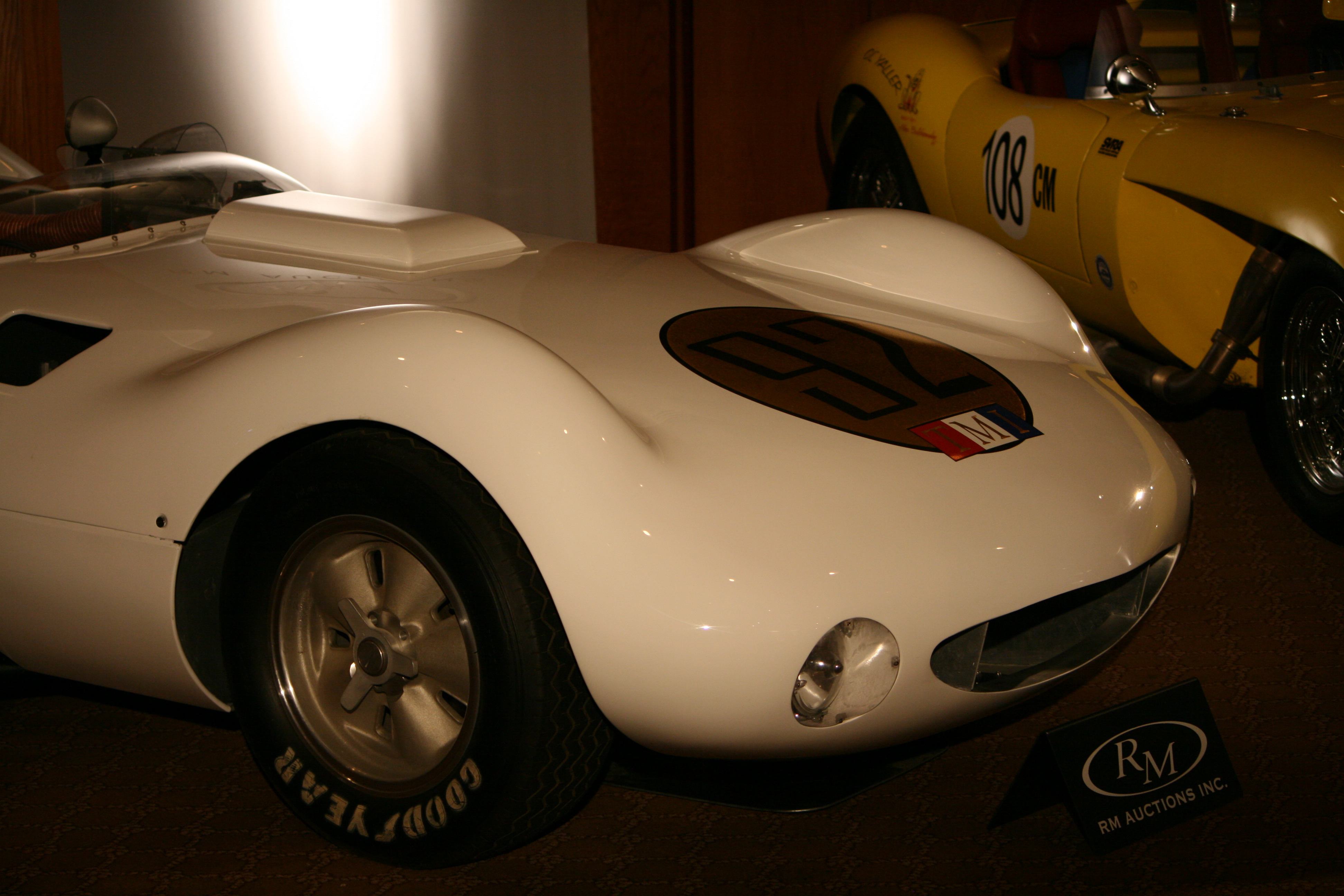
Il Frontale della Chaparral 1

Come propulsore era montato un V8 Chevrolet di derivazione Corvette, con cilindrata aumentata da 4,6 a 5,2 litri, che erogava la potenza di 300 CV ed era gestito da un cambio manuale Corvette a quattro rapporti. Il telaio in acciaio era del tipo spaceframe tubolare ed era ricoperto da una carrozzeria in alluminio. L'impianto frenante era a 4 dischi, mentre le sospensioni erano composte da doppi bracci trasversali, molle elicoidali coassiali con ammortizzatori Monroe, e barre anti-rollio all'anteriore, e da doppi bracci oscillanti, molle elicoidali, ammortizzatori Monroe e barra anti-rollio, al posteriore.

Jim Hall corse con successo con la Chaparral 1 nel corso degli anni 1961-62-63, mentre sviluppava già la Chaparral 2 a motore centrale. Dato che il design era abbastanza convenzionale, alcune delle cinque vetture vennero vendute ad altri team per ridurre i costi di gestione. È stata l'unica delle vetture Chaparral a gareggiare per privati al di fuori della compagnia. Il suo debutto sportivo avvenne alla 12 Ore di Sebring del 1961, dove si classificò seconda assoluta. Nei tre anni di attività, la 1 riuscì ad ottenere la vittoria di classe alla 12 Ore di Sebring del 1962 e al Gran Premio svoltosi sul circuito di Road America.

### Chaparral Two
La Chaparral seconda serie venne disegnata e costruita per competere nel Campionato Statunitense Road Racing e in altre serie disputate allora, come la West Coast Series. Seguendo le idee innovative del canadese Bill Sadler e di Colin Chapman della Lotus, che aveva introdotto il motore posizionato posteriormente nelle Formula 1 in Europa (Jim Hall aveva gareggiato su quelle monoposto),  questa vettura montava un motore posteriore.

Venne usata in gara per la prima volta alla fine del 1963 alla 200 miglia di Riverside, ma ulteriormente migliorata dominò le diverse "serie" nel 1964 e nel 1965. Era una vettura appositamente costruita per le lunghe gare di resistenza di quei campionati, come le usuali "200 miglia", e divenne la vettura da battere dopo la vittoria nella 12 Ore di Sebring, uno dei più difficili tracciati del Nord America
Durante la fase di sviluppo, Jim Hall poté implementare le sue teorie sul carico aerodinamico e sul bilanciamento dei pesi, grazie alla trazione posteriore. Inoltre la Chaparral "seconda serie" poteva contare sull'innovativo utilizzo della fibra di vetro come elemento strutturale. Furono tuttavia costruite anche auto con il normale telaio in alluminio.

### Chaparral 2A

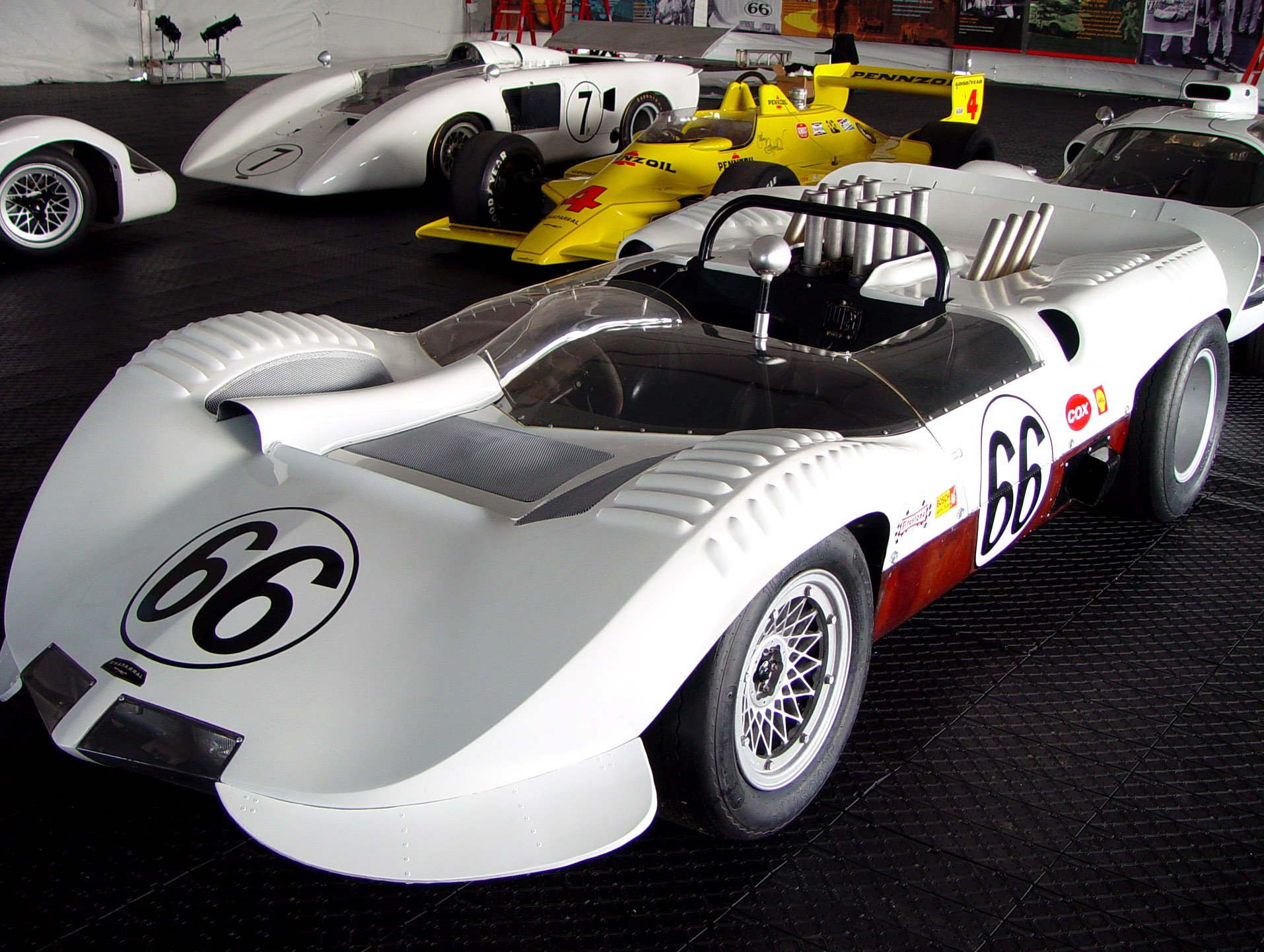
La Chaparral 2A

La 2A aveva un avantreno affusolato per offrire meno resistenza all'aria, e una coda quadrata concava. Molto presto il team dovette correggere un eccessivo alleggerimento dell'avantreno alle alte velocità, che causava problemi di direzionalità. Alcune appendici aerodinamiche erano già presenti sul modello 2, mentre altri ritocchi aerodinamici, come spoiler anteriori e posteriori e prese d'aria laterali, furono aggiunti in seguito.

#### Chaparral 2B
La denominazione 2B non fu mai adottata dalla Chaparral, per non generare equivoci tra le sue vetture e una coppia di auto sperimentali assemblate dalla Chevrolet nel 1964; queste ultime,  derivate dalla showcar Corvair Monza GT, e sviluppate al Rattlesnake Raceway con il contributo dell'azienda di Hall, erano state battezzate Chevrolet Corvette Grand Sport II (la prima, poi indicata come IIa) e Grand Sport IIb, e funsero da prototipi per quella che sarebbe diventata la Chaparral 2C.

### Chaparral 2C
Il nome 2C si riferisce alle auto che possedevano la grande ala posteriore regolabile; essa aveva un angolo d'attacco che poteva essere variato dal pilota: da perfettamente orizzontale per i lunghi rettilinei, a inclinata per aumentare la deportanza nelle curve e in frenata. La regolazione avveniva mediante un pedale lasciato 'libero', dal momento che le 2C montavano un cambio automatico. La 2C aveva un telaio in alluminio progettato dalla Chevrolet, e aveva dimensioni inferiori rispetto alla 2A.

### Chaparral 2D

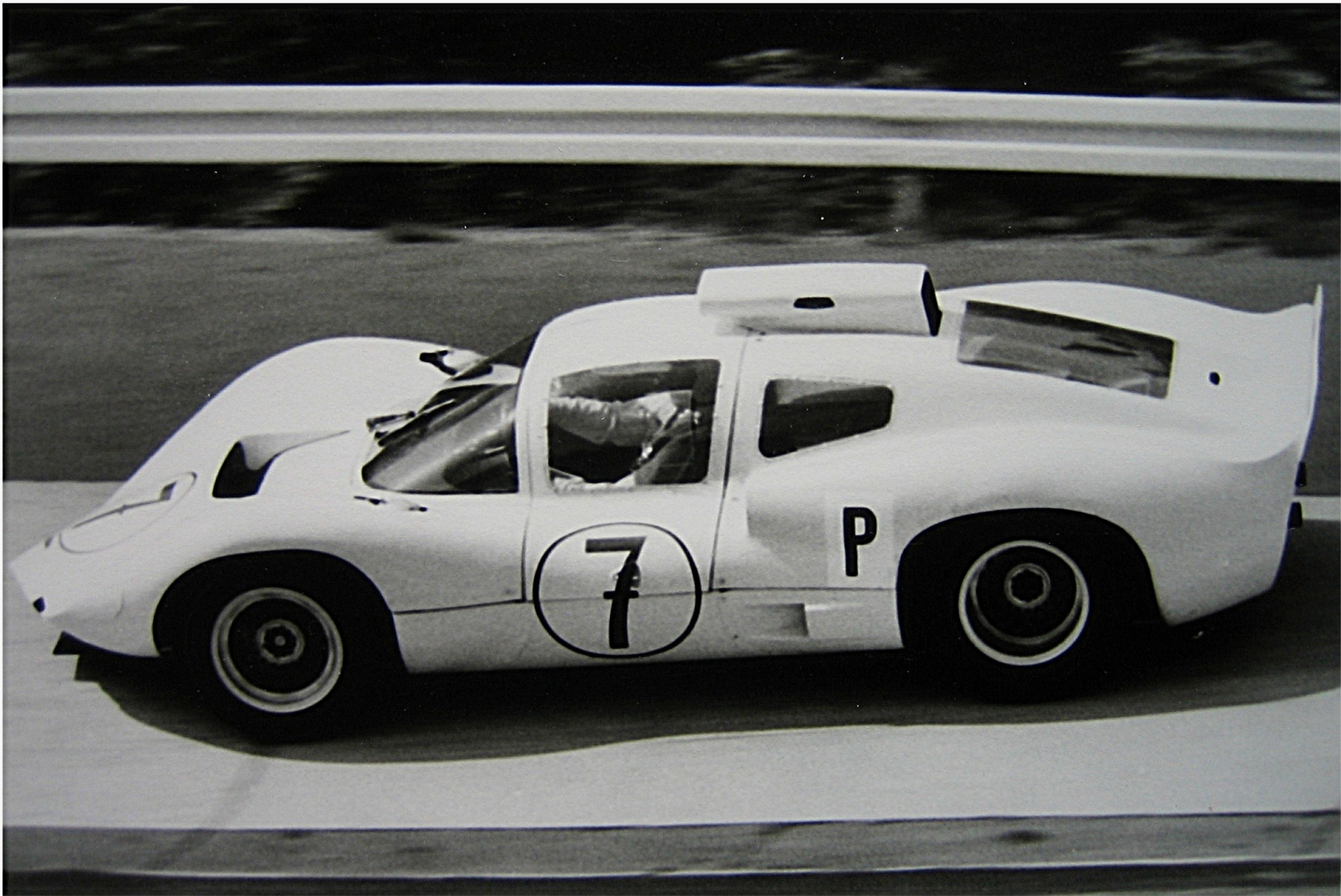
Joakim Bonnier su una Chaparral 2D durante la 1000 km del Nürburgring 1966, gara in cui conquistarono il primo posto assoluto

La 2D è stata la variante con abitacolo chiuso della serie 2 (le altre avevano una carrozzeria tipo  ' barchetta'), realizzata per le gare di durata del 1966. Il propulsore era un V8 Chevrolet da 5,3 litri e 420 CV di potenza, che era collegato alle ruote posteriori tramite un cambio Chaparral automatico a due rapporti. L'impianto frenante era a quattro freni a disco, mentre le sospensioni erano composte da doppi bracci trasversali, molle elicoidali coassiali sugli ammortizzatori e barre stabilizzatrici all'  anteriore, e da bracci trasversali inferiori invertiti, molle elicoidali coassiali sugli ammortizzatori e barre antirollio al posteriore. Il telaio era del tipo semi-monoscocca in fibra di vetro con rinforzi in acciaio, ed era ricoperto da una carrozzeria in fibra di vetro. In quell'anno la 2D vinse la 1000 km del Nürburgring, guidata da Phil Hill e Joakim Bonnier.  In quello stesso anno partecipò alla 24 Ore di Le Mans, ma fu costretta al ritiro dopo 111 giri.

### Chaparral 2E

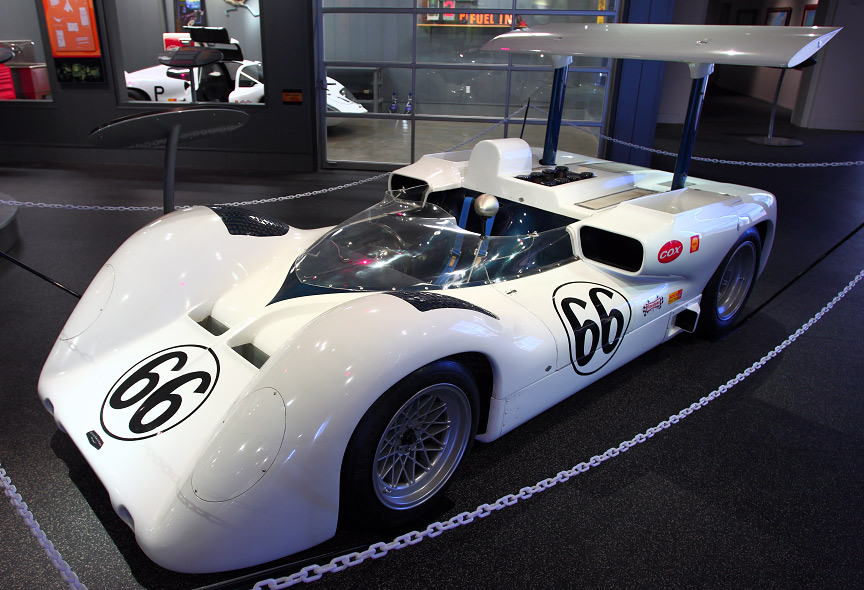
Chaparral 2E

La 2E si basava sul telaio Chevrolet in alluminio della 2C, e partecipò al campionato CanAm del ‘66. Divenne, da allora, sostanzialmente, la base per tutte le vetture da competizione costruite. L'anteriore era modificato: i radiatori erano spostati dalla tradizionale posizione centrale, e inseriti in due grandi condotti posti lateralmente all'abitacolo; sul posteriore era montata una grande ala, il cui profilo di tipo aeronautico rovesciato, per generare, invece che portanza, 'deportanza'; l'ala poggiava direttamente sui mozzi per caricare ulteriormente di peso gli pneumatici, e garantire migliore aderenza in curva. Un condotto faceva poi passare l'aria attraverso il cofano e sopra la vettura, generando ulteriore pressione positiva. Il pedale che consentiva il controllo dell'ala agiva anche sul condotto dell'aria: premendolo, sui lunghi rettilinei, chiudeva il condotto diminuendo così la resistenza all'avanzamento. Quando il pedale era del tutto rilasciato, al contrario, il condotto si apriva e l'ala posteriore si angolava per offrire la massima deportanza. Il design era molto innovativo, ma ben presto le ali regolabili vennero vietate dalla FIA, e quindi Jim Hall dovette ripiegare su un'ala fissa. Nel giro di pochi anni ogni vettura da competizione, persino le Formula 1, avrebbe montato alettoni su lunghi ammortizzatori, sebbene molti non fossero paragonabili a quelli ideati da Hall; i loro cedimenti strutturali causarono infatti gravi incidenti che portarono le diverse commissioni sportive organizzatrici, a limitarne l'uso, o addirittura a vietarlo. La 2E ottenne solo una vittoria a Laguna Seca, guidata da Phil Hill, probabilmente a causa di una minore potenza del propulsore: Hall decise infatti di mantenere il motore di 5.3 litri Chevrolet in alluminio, mentre le altre squadre utilizzavano motori da 6 o 7 litri in acciaio.

### Chaparral 2F

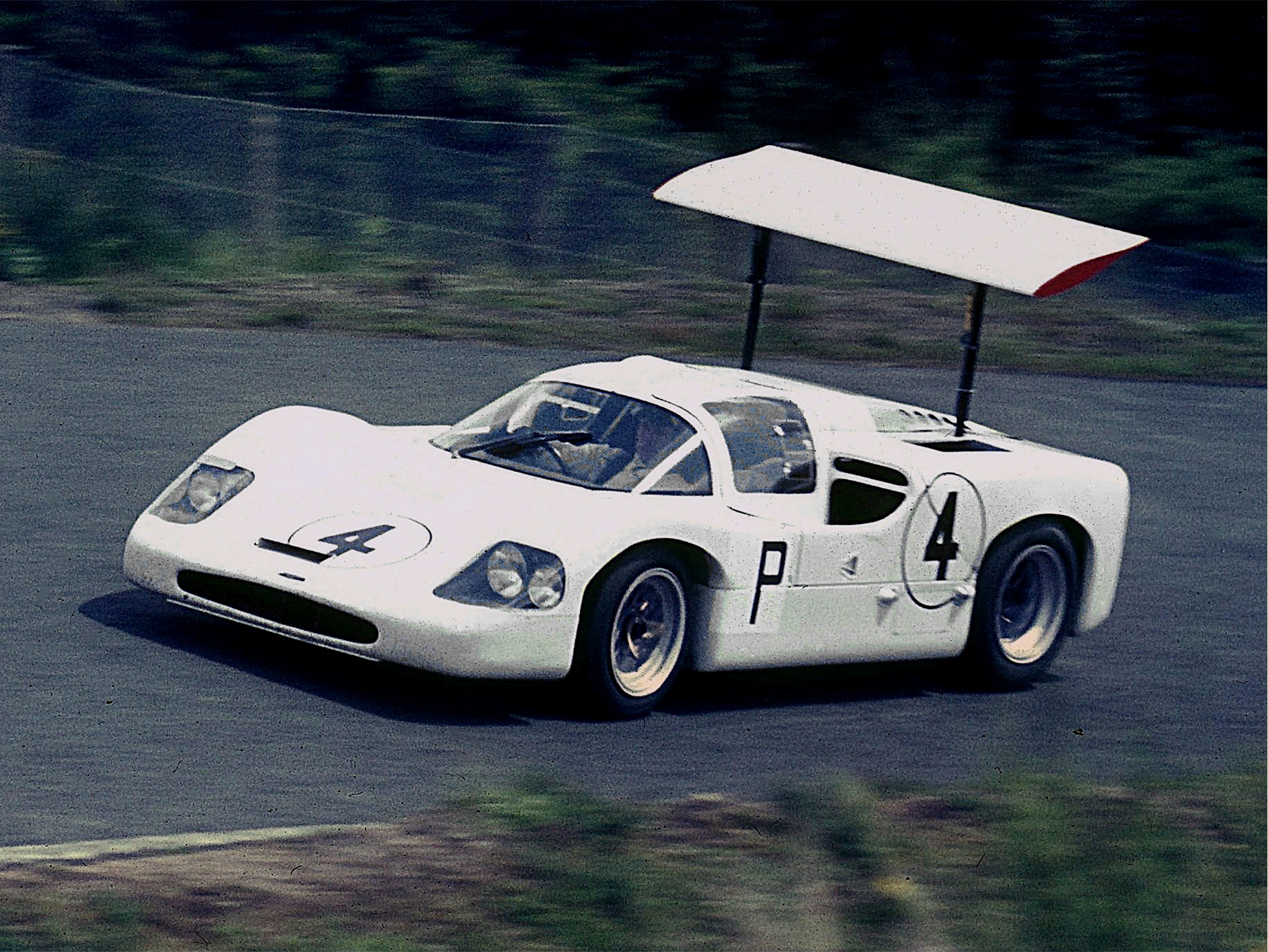
Mike Spence nel 1967 su una Chaparral 2F alla 1000 km del Nürburgring 1967.

Jim Hall riapplicò le soluzioni aerodinamiche della 2E in alluminio alla 2D col suo telaio in fibra di vetro per la stagione del 1967. Anche la 2F aveva una grande ala che poggiava sulle sospensioni posteriori, e una presa d'aria anteriore faceva in modo che la pressione impedisse alle sospensioni di comprimersi alle alte velocità; i radiatori erano spostati sui fianchi come nella 2E. Un motore V8 di 7 litri in alluminio con potenza di 525 cv, di costruzione Chevrolet rimpiazzò il vecchio 5.3 litri della 2D. Questa vettura si dimostrò sempre veloce e competitiva, anche se la maggiore potenza era probabilmente eccessiva per la trasmissione automatica, rimasta la stessa, e quindi le rotture furono frequenti. In più, lo scarso freno motore tipico dei cambi automatici (in questo caso a a tre velocità con convertitore di coppia) portava ad un'usura precoce dei dischi freno che si surriscaldavano, causa l'uso più intenso rispetto alle altre auto a cambio meccanico. Quando i problemi alla trasmissione vennero risolti, la 2F conquistò la sua unica vittoria nel campionato, nel luglio del 1967,  alla BOAC 500 a Brands Hatch, guidata da Phil Hill e Mike Spence. Dopo questa gara la FIA cambiò ancora le regole, con una limitazione alla cilindrata che impedì la partecipazione non solo alla 2F, ma anche alla Ford GT40 vincitrice di Le Mans, e alla Ferrari 330 P4, vincitrice a Daytona (nella versione 330 P3/4) e a Monza, e seconda a Le Mans e Brands Hatch, con conseguente conquista del titolo Costruttori.

### Chaparral 2G
La 2G del '67 era un'evoluzione della 2E. Aveva ruote più larghe e un motore 427 Chevrolet in alluminio. La 2G era praticamente alla pari delle altre autovetture in termini di potenza, ma il telaio ultraleggero della 2C era stato spinto oltre il suo limite, e fu solo grazie all'abilità di Hall come pilota, se la vettura rimase competitiva. Per la stagione 1968 del campionato CanAm vennero montate ruote ancora più larghe, in attesa che la Chaparral 2H fosse pronta per gareggiare. Nel frattempo, la carriera di Jim Hall come pilota di punta finiva, a causa di un violento incidente nel GP di Stardust; egli avrebbe, in seguito, continuato a gareggiare in eventi minori, come la serie TransAm del settanta, dove schierò delle Chaparral Chevrolet Camaro.

### Chaparral 2H

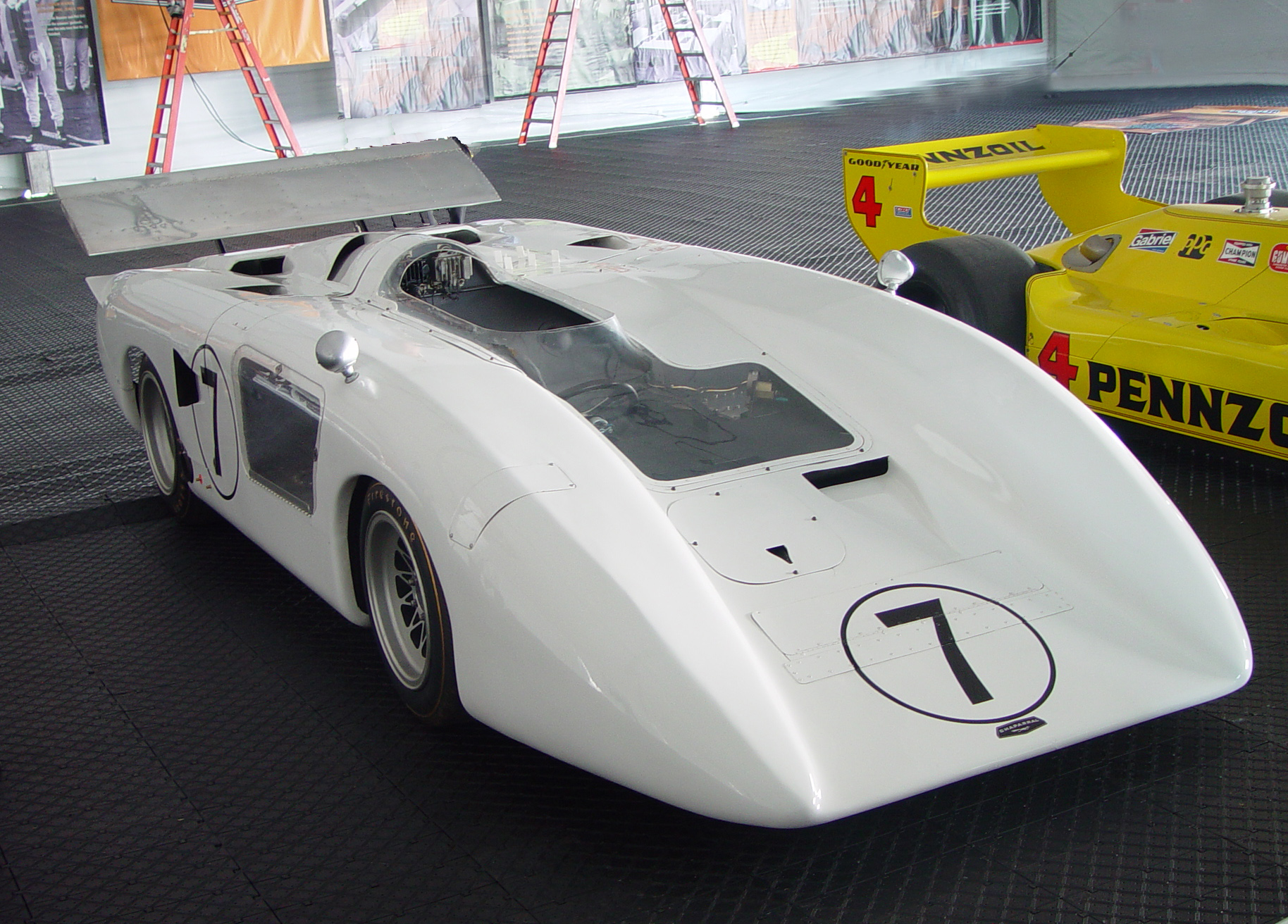
La Chaparral 2H

Con la 2H, costruita nel 1969 per sostituire la 2G, Jim Hall tentò di risolvere un problema relativo alla eccessiva deportanza generata dagli alettoni, che penalizzava la penetrazione aerodinamica. Per essere più competitivi, si sarebbe dovuto incrementare quest'ultima. Tuttavia l'auto si rivelò più lenta delle aspettative, poiché il guadagno in accelerazione e velocità di punta non era così elevato da compensare la meggiore lentezza in curva.

### Chaparral 2J

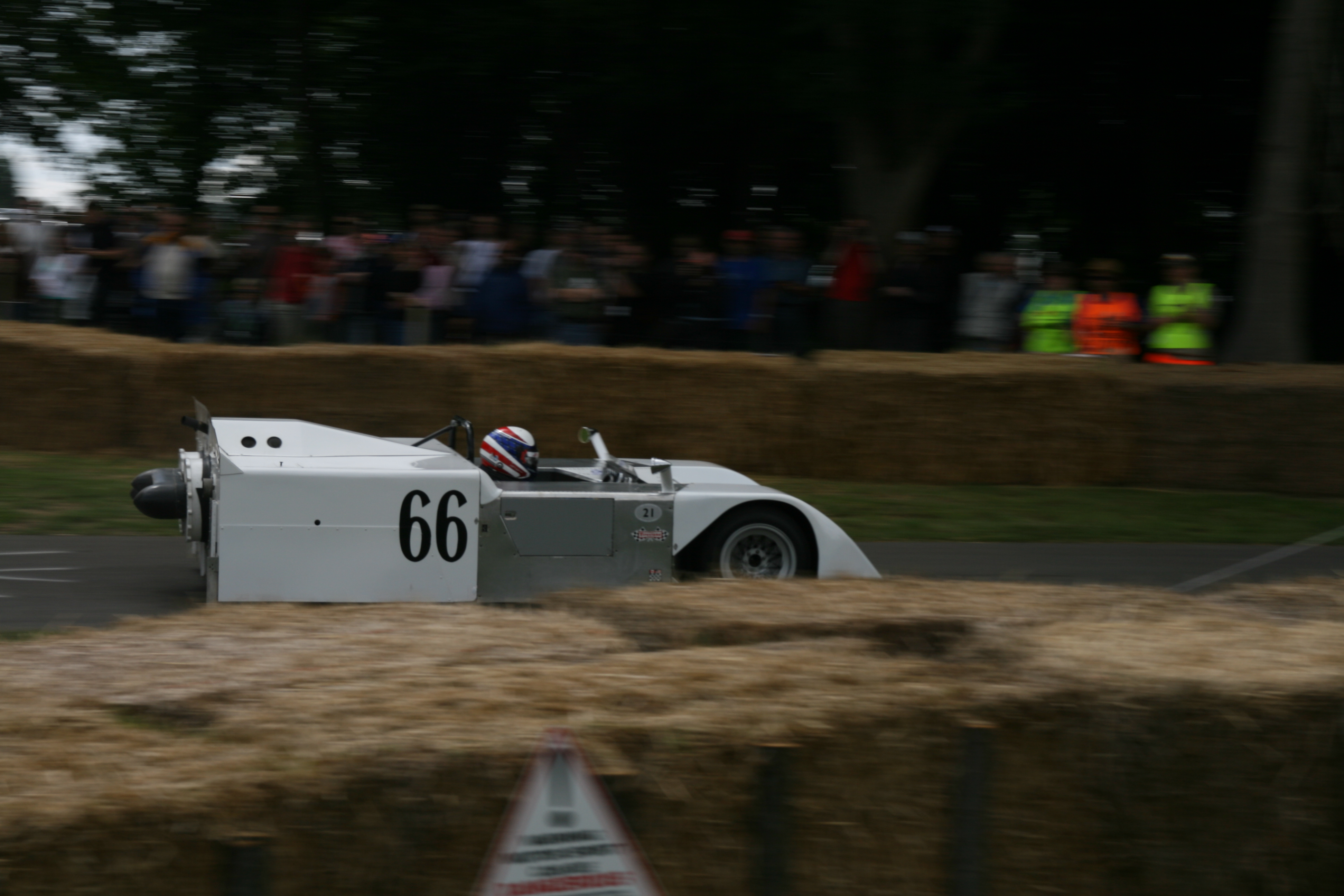
La Chaparral 2J sul circuito di Goodwood per il Festival of Speed.

Fra tutte le auto di questo costruttore, la più singolare è senza dubbio la 2J. Dotata di un motore Chevrolet V8 da 689 cavalli di potenza, con 881 Nm di coppia, in configurazione da qualifica l'auto era in grado di raggiungere la soglia dei 1300 cavalli, ma a causa della fragilità dei componenti, la potenza fu limitata a 1100 cavalli. Il motore è gestito da un cambio semi-automatico a tre rapporti, montava, incassate nella parte posteriore della scocca, due ventole da 43 cm di diametro, alimentate da un motore addizionale da 45 cavalli. Il regolamento del campionato CanAm non imponeva limiti sulla cilindrata totale dei motori, quindi il motore per le ventole, derivato da quelli per motoslitte, poteva essere legittimamente usato. Lo scopo delle ventole era risucchiare l'aria dalla parte bassa della vettura per generare deportanza. Questo funzionamento conferiva alla vettura un'aderenza eccezionale, e aumentava la manovrabilità a tutte le velocità, cosa che non poteva essere ottenuta mediante l'uso di diffusori o alettoni. La vettura montava anche minigonne di plastica (che sarebbero state usate anche in Formula 1 anni dopo) per ottenere il cosiddetto Effetto Venturi. Il telaio era del tipo monoscocca in alluminio, ricoperto da una carrozzeria in fibra di vetro. L'impianto frenante era costituito da freni a disco forniti dalla Girling, mentre le sospensioni erano costituite da doppi bracci trasversali, molle elicoidali coassiali con gli ammortizzatori, e barre stabilizzatrici all'anteriore, mentre al posteriore erano montati un ponte DeDion, molle elicoidali, ammortizzatori autolivellanti e barre antirollio. La 2J corse nel campionato CanAm e, pur qualificandosi spesso al primo posto con alcuni secondi di vantaggio rispetto alle altre vetture, non fu mai vittoriosa in gara a causa della scarsa affidabilità.
Questo modello corse solo nella stagione 1970, dopo la quale la sua omologazione venne revocata dalla SCCA. La SCCA decise per il divieto per le insistenze di alcuni team influenti, come la McLaren, che sostenevano che le ventole fossero dispositivi aerodinamici mobili già vietati dalla FIA sin dagli anni della 2E. Arrivarono anche lamentele da parte di alcuni piloti che guidando in scia alla 2J venivano investiti da terriccio e 'sporco' scagliati dalle ventole.
L'idea alla base della 2J fu ripresa in seguito in Formula 1 dalla Brabham, che al Gran Premio di Svezia 1978 portò in gara la sua BT46B; Niki Lauda, a cui il box volutamente non permise di ottenere la pole position, vinse fin troppo facilmente la gara, e a seguito delle proteste degli altri costruttori, questa 'furbesca' trovata di Ecclestone, venne proibita già dal GP successivo.

### Chaparral 2K

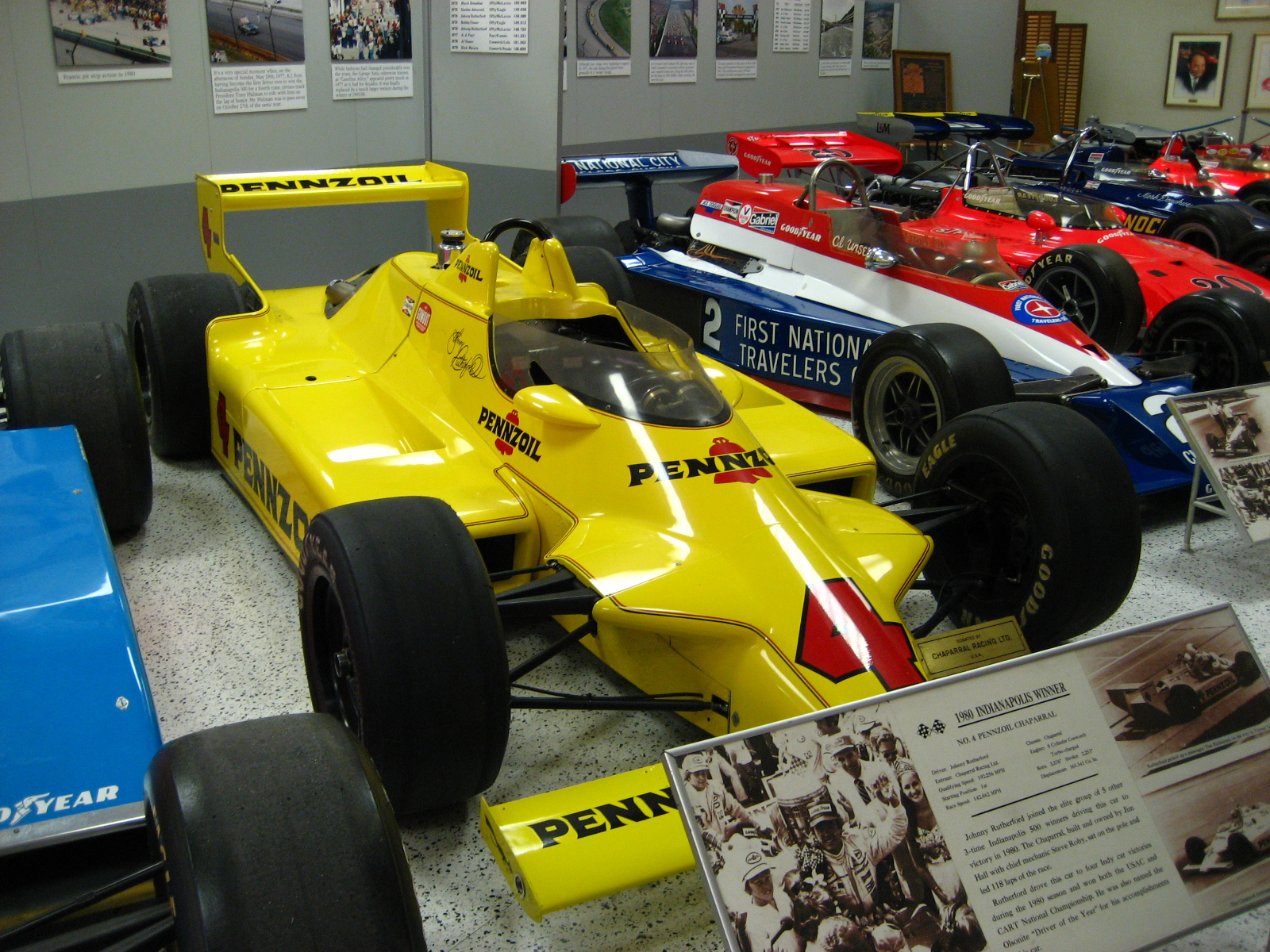
La 2K di Rutherford in mostra all'Hall of Fame Museum dell'Indianapolis Motor Speedway.

Dopo aver visto il bando della sua 2J alla fine del 1970, Chaparral cominciò a mostrare interesse per le gare riservate alle monoposto, portando in pista vetture Lola, sia in Formula 5000, a partire dal 1974 con Brian Redman, che nella serie CanAm per monoposto "ricarrozzate" rinata nel 1977, per poi iscrivere al campionato USAC del 1978 una Lola T500-Cosworth DFX per Al Unser, che in quella stagione vinse la prestigiosa 500 miglia di Indianapolis, e le 500 miglia disputate all'Ontario Motor Speedway e a Pocono. L'azienda aderì poi al Campionato CART (in seguito noto come Indycar), rivale dell'USAC, per la stagione 1979, e l'iscrizione alla 500 miglia di Indianapolis (evento organizzato invece dall'USAC) di quello stesso anno, dovette essere ottenuta per vie legali.
La Chaparral portò in pista, nel '79,  una vettura di propria concezione, la Chaparral 2K spinta anch'essa dall'ormai irrinunciabile Cosworth DFX V8 che forniva 780 CV di potenza con coppia di 475 Nm. Si trattava di una wing car disegnata dall'inglese John Barnard, lo stesso progettista delle Lola precedentemente impiegate da Hall, che trasse ispirazione dalla Lotus 79 iridata in Formula 1. Il telaio era una monoscocca formata da fogli di alluminio rivettati, mentre le ridotte dimensioni di motore e trasmissione (una Weismann manuale a 4 velocità) permettevano l'uso di pance laterali a tutta lunghezza con minigonne mobili, con i supporti laterali dell'alettone posteriore integrati nelle pance per prolungare i tunnel aerodinamici sottoscocca. L'impianto frenante era costituito da quattro freni a disco autoventilanti, mentre le sospensioni erano costituite da bracci oscillanti trasversali, molle elicoidali coassiali con gli ammortizzatori e barre antirollio nella sezione anteriore e da doppi bracci trasversali, molle elicoidali coassiali con gli ammortizzatori e barre stabilizzatrici in quella posteriore. Unser si qualificò in prima fila e condusse la gara per 89 dei 200 giri previsti, ma una perdita d'olio dalla trasmissione innescò un incendio che lo fece ritirare al 104º giro.
Dopo il divorzio tra Unser e Hall, per la stagione 1980 la 2K fu affidata senza sostanziali cambiamenti a Johnny Rutherford, che vinse la 500 miglia di Indianapolis, e fece suoi sia il campionato nazionale USAC (denominato Championship Racing League), che il campionato CART, in quella che fu la migliore annata per la vettura.

Nel 1981 la concorrenza si fece più serrata e Rutherford ottenne solo la vittoria nella gara inaugurale, e si ritirò dopo soli 25 giri nella Indy 500 per problemi di alimentazione, finendo quinto nella classifica finale del Campionato.

Nel 1982 la vettura era ormai obsoleta, e dopo quattro gare incolori il team la sostituì con una March 82C, che ottenne risultati migliori.